# Susan Travers

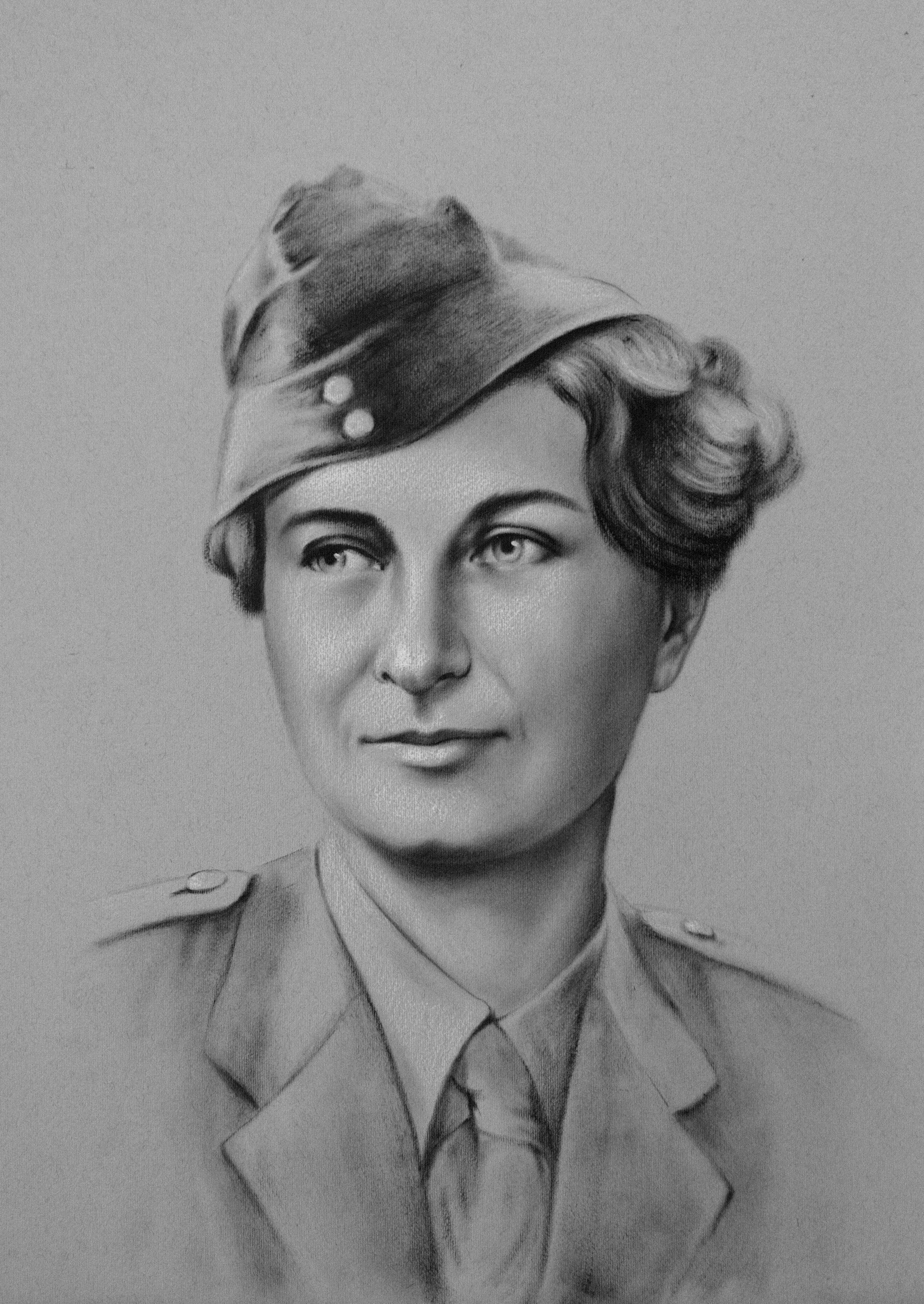
Susan Travers

Susan Mary Gillian Travers (* 23. September 1909 in London; † 18. Dezember 2003 in Paris) war die erste und bis heute einzige Frau, die offiziell in der französischen Fremdenlegion diente. Sie nahm an Kämpfen im Zweiten Weltkrieg und im Indochinakrieg teil.

## Leben
Susan Travers war die Tochter des britischen Kapitäns zur See Francis Eaton Travers und wuchs in Südfrankreich auf,  und meldete sich bei Ausbruch des Zweiten Weltkrieges freiwillig zum französischen Roten Kreuz. Dort wurde sie nach einer Schwesternausbildung als Notarztwagenfahrerin für das französische Expeditionskorps zur Entlastung Finnlands im Winterkrieg nach Norwegen verlegt, kam aufgrund des Friedensschlusses zwischen Finnland und der Sowjetunion jedoch nicht mehr zum Einsatz. Infolge der Unternehmen Weserübung wurden die französischen Verbände aus Finnland über Island nach Großbritannien evakuiert. Travers schloss sich hier den Forces françaises libres, der Befreiungsarmee von Charles de Gaulle an.
Zusammen mit der  13. Demi-Brigade der französischen Fremdenlegion schiffte sie sich 1940 ein, um an der Befreiung Dakars teilzunehmen. Nach dem Scheitern der Operation kam sie über Subsahara-Afrika in die Levante und wurde 1941 im Syrisch-Libanesischen Feldzug gegen Truppen des Vichy-Regimes Fahrerin und auch Geliebte des französischen Generals Marie-Pierre Kœnig. In dieser Zeit erhielt sie den Nom de guerre „La Miss“. Bei den anschließenden Kämpfen in Nordafrika traf sie mit den freifranzösischen Einheiten auf deutsche und italienische Truppen. In der Schlacht von Bir Hakeim fuhr sie beim finalen Ausbruch Kœnig durch die feindlichen Linien bis zu den britischen Auffangstellungen.
Nach dem Krieg wurde sie im Rang eines Adjudant-Chef demobilisiert, fand aber nach dem endgültigen Scheitern der Beziehung zu Kœnig am Zivilleben wenig Freude und trat nunmehr offiziell in die Fremdenlegion ein. Obwohl die Legion bis heute keine Frauen aufnimmt, wurde ihr dies im Hinblick darauf gestattet, dass sie fünf Kriegsjahre in den Reihen der Legion mit Auszeichnung gedient hatte. Nunmehr im Offiziersrang, war sie in Nordafrika und Indochina im Nachschub tätig.
In Indochina  heiratete sie Nicolas Schlegelmilch, einen Feldwebel der Legion. Mit Geburt des ersten Sohnes nahm sie 1952 ihren Abschied und zog zurück nach Nordafrika in die Garnison der Legion. Nach Geburt des zweiten Sohnes kehrte ihr Mann, von einer Tropenkrankheit schwer gezeichnet, aus dem Indochinakrieg zurück und schied einige Zeit später gleichfalls aus der Legion aus, um Archivar bei der staatlichen Ölfirma Elf Aquitaine in Südfrankreich zu werden. Mit der Verlegung der Konzernzentrale nach Paris zog die Familie dorthin, wo Susan Travers dann bis zu ihrem Tod lebte.
Travers wurde mit den Orden der Ehrenlegion, dem Croix de guerre und der Médaille militaire ausgezeichnet.

## Veröffentlichungen
- Allein unter Männern. Meine Jahre als Fremdenlegionärin. Ullstein Verlag 2003, ISBN 3-548-36381-4
- Tomorrow to be Brave. Susan Travers mit Wendy Holden (in englischer Sprache), Corgi Books 2001, ISBN 0-552-14814-8